# (7547) 1979 MO4
(7547) 1979 MO4 (1979 MO4, 1979 OB8, 1987 DP3, 1992 EG12) — астероїд головного поясу, відкритий 25 червня 1979 року.
Тіссеранів параметр щодо Юпітера — 3.308.